# Альфонсо XIII
Альфонсо XIII (ісп. Alfonso XIII; повне ім'я: Alfonso León Fernando María Jaime Isidro Pascual Antonio de Borbón y Habsburgo-Lorena; фр. Alphonse Léon Ferdinand Marie Jacques Isidore Pascal Antoine de Bourbon, також відомий як El Africano або Африканець через свої африканістські погляди; 17 травня 1886, Мадрид, Іспанія — 28 лютого 1941, Рим, Італія) — король Іспанії в 1902—1931 роках з династії Бурбонів.
Виховання та імідж Альфонса XIII були тісно пов'язані з військовим станом; він часто уявляв себе солдатом-королем. Його ефективне правління почалося через чотири роки після іспано-американської війни, коли різні соціальні фракції спроектували на нього свої сподівання національного відродження. Як і інші європейські монархи свого часу, він відігравав політичну роль, спричиняючи суперечливе використання своїх конституційних виконавчих повноважень. Його весілля з принцесою Вікторією Євгенією Баттенбергською в 1906 було затьмарене спробою замаху на нього внаслідок якої він не постраждав. 
Оскільки громадська думка розділилася з приводу Першої світової війни та, крім того, розкол між прихильниками Німеччини та Антанти, Альфонс XIII використовував свої стосунки з іншими європейськими королівськими сім’ями, щоб допомогти зберегти позицію нейтралітету, яку підтримував його уряд. 
Однак кілька факторів послабили конституційну легітимність монарха: розрив системи turno, поглиблення кризи системи Реставрації в 1910-х, три кризи в 1917, спіраль насильства в Марокко і, особливо, підготовка до прихіду диктатури Мігеля Прімо де Рівери в 1923, подія, яка завершилася як військовим переворотом, так і мовчазною згодою короля. Протягом свого правління монарх зрештою віддав перевагу авторитарним рішенням, а не конституційному лібералізму.
Після політичної невдачі диктатури Альфонсо XIII позбавив підтримки Прімо де Рівера (який був змушений піти у відставку в 1930) і схвалив (під час так званої dictablanda) спробу повернення до стану справ до 1923. Тим не менш, на цьому шляху він втратив більшу частину свого політичного капіталу. Він добровільно покинув Іспанію після муніципальних виборів у квітні 1931, які розуміли як плебісцит щодо збереження монархії або проголошення республіки, результат яких призвів до проголошення Другої Іспанської Республіки 14 квітня 1931.
Його зусилля з Відомством Європейської війни під час Першої світової війни принесли йому номінацію на Нобелівську премію миру в 1917, яку зрештою виграв Червоний Хрест. На сьогоднішній день він залишається єдиним монархом, який був номінований на Нобелівську премію.

## Життєпис

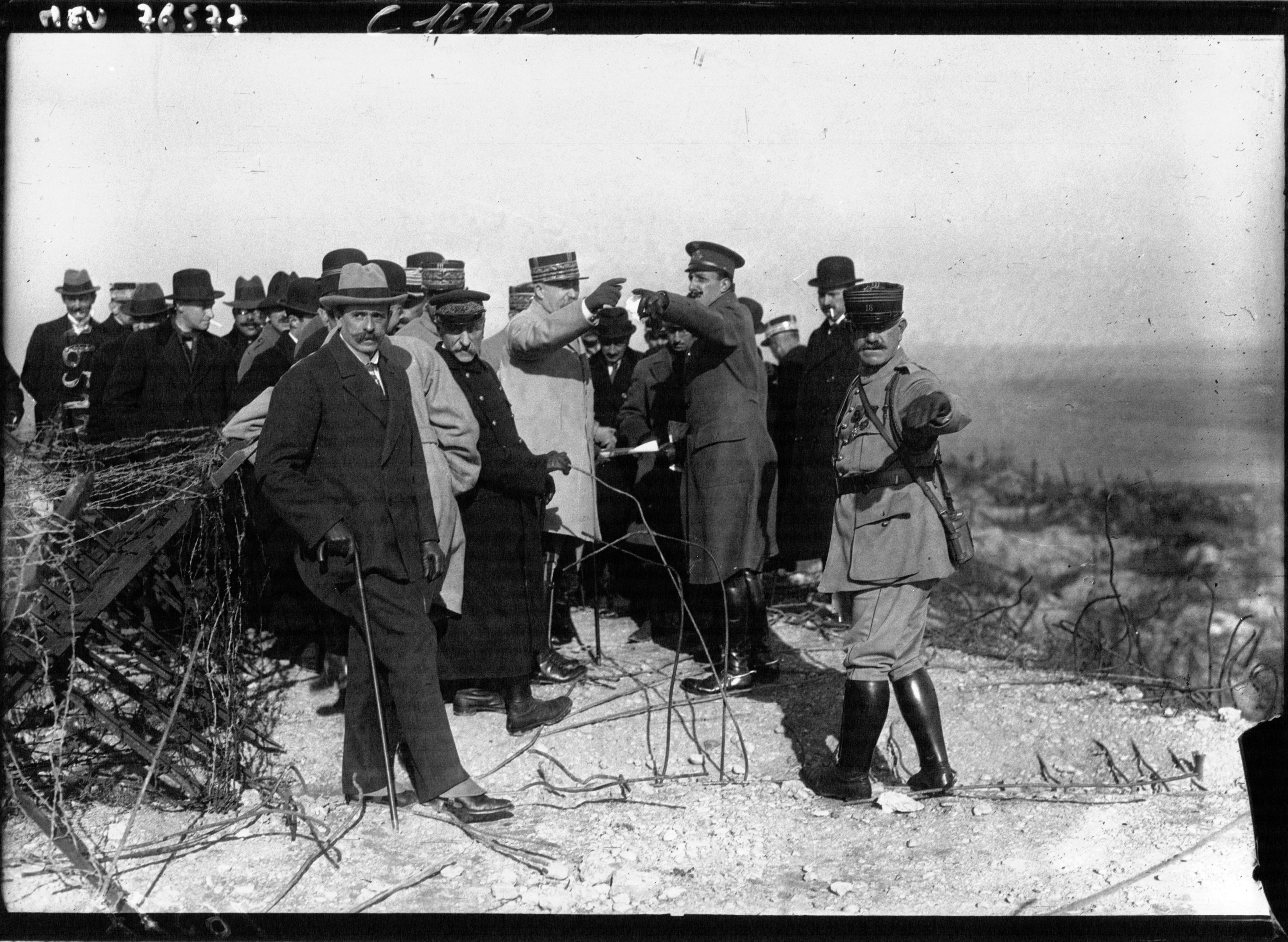
Альфонсо XIII відвідує Верден у 1919

На відміну від більшості монархів світу Альфонсо правив від самого народження (він народився після смерті свого батька Альфонса XII 17 травня 1886 і був негайно проголошений королем), але не до самої смерті (був вигнаний з країни революцією 1931 року).
Юнацькі й молоді роки короля припали на іспансько-американську війну, втрату Куби і Філіппін, початок політичної кризи в країні — за роки його царювання анархісти вбили чотирьох прем'єр-міністрів Іспанії.
У 1902 році 16-річний монарх проголошений повнолітнім. Під час пандемії іспанського грипу, яка спалахнула в останні місяці Першої світової війни в 1918 році, король також захворів, але видужав.

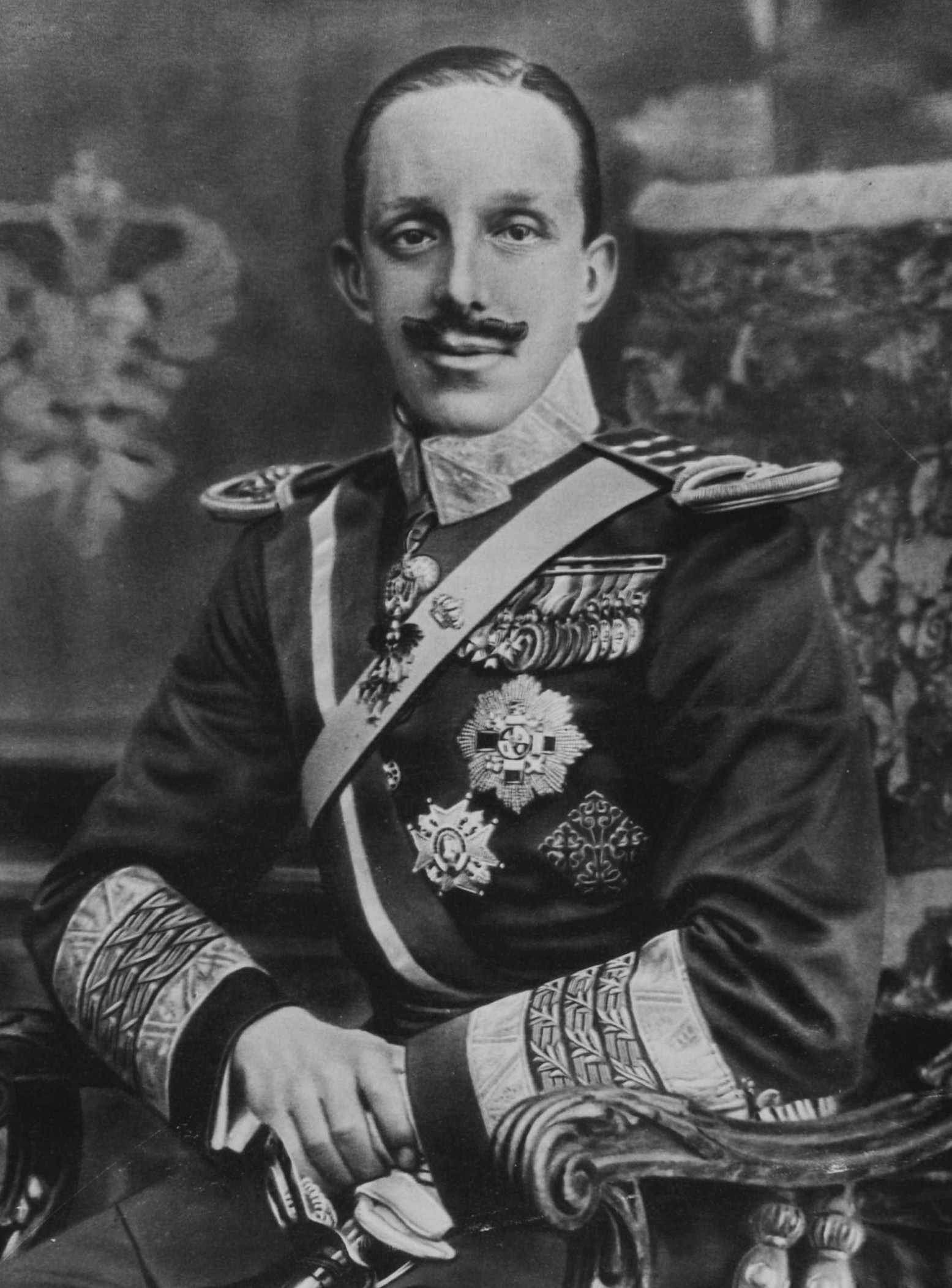
Альфонс XIII з орденами

3 червня 1928 року йому було присвоєно звання британського фельдмаршала.
Прийшов до повнолітньої влади в 1906 році й тоді ж одружився з принцесою Вікторією Євгенією Баттенберзькою, онучкою англійської королеви Вікторії I.
Позбавлений трону в 1931 році після падіння диктатури Прімо де Рівери, якого він підтримував, після чого Іспанія стала республікою.
На його життя кілька разів відбувалися замахи.

## Смерть

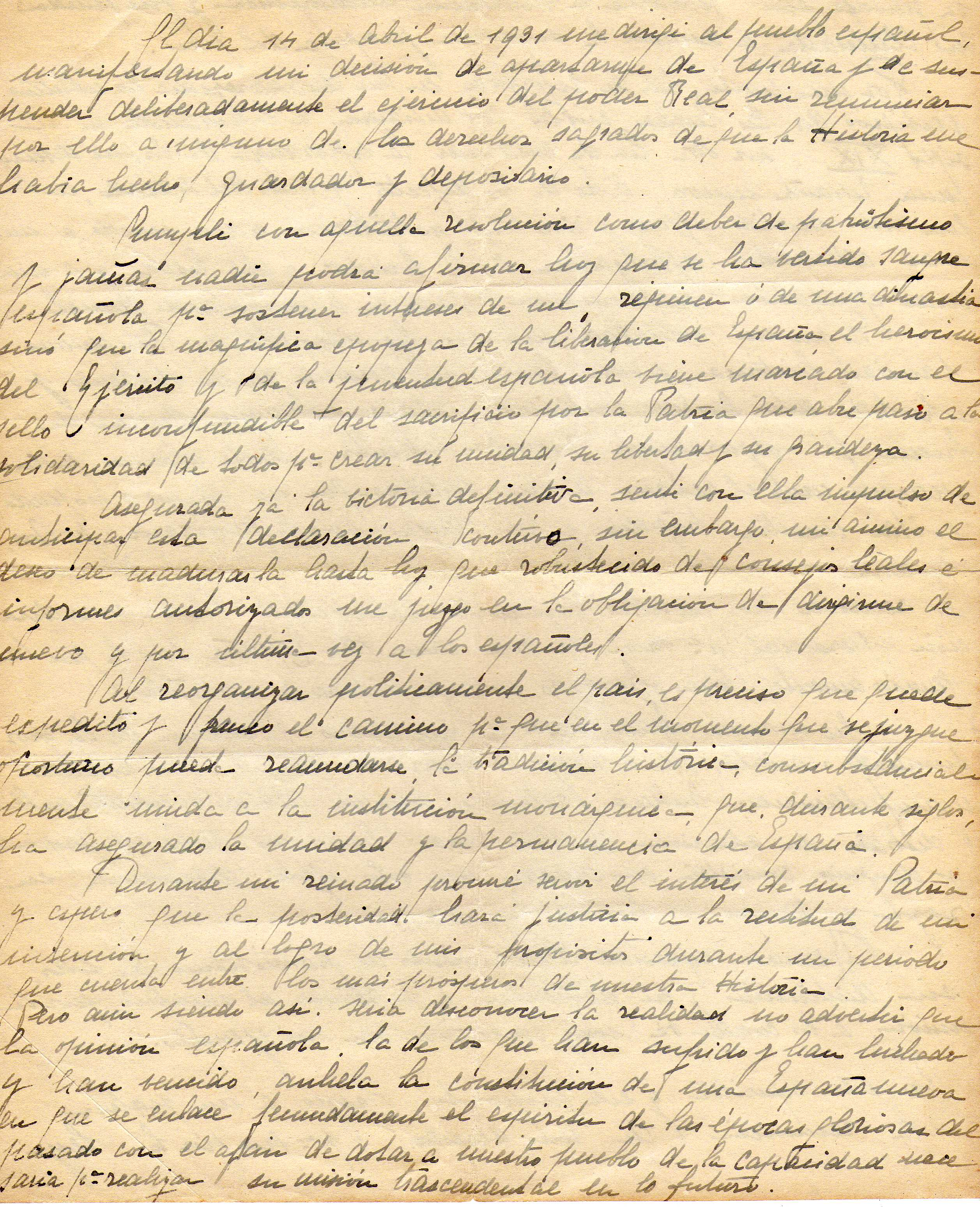
Кінцева частина рукопису про зречення від січня 1941

15 січня 1941 Альфонсо XIII відмовився від своїх прав на неіснуючий іспанський престол на користь Хуана. Він помер у Римі 28 лютого того ж року після кількох тижнів агонії після першого важкого нападу стенокардії.
В Іспанії диктатор Франциско Франко оголосив триденну національну жалобу. Похорони екс-короля пройшли в Римі в церкві Санта-Марія-дельї-Анджелі-е-дей-Мартірі. Він був похований у церкві Санта-Марія в Монсеррато-дельї-Спаньолі, іспанській національній церкві в Римі, безпосередньо під могилами пап Каллікста III і Олександра VI. У січні 1980 його останки були перевезені до Ескоріалу в Іспанії.

## Спадщина
Альфонсо був популяризатором туризму в Іспанії. Потреба в розміщенні гостей його весілля спонукала до будівництва розкішного Hotel Palace в Мадриді. Він також підтримував створення мережі державних лож, Paradores, в історичних будівлях Іспанії. Його прихильність до футболу призвела до заступництва кількох «королівських» ("real" іспанською) футбольних клубів, першим був Real Club Deportivo de La Coruña в 1907. Вибрані інші включають Реал Мадрид, Реал Сосьєдад, Реал Бетіс, Реал Уніон, Еспаньйол, Реал Сарагоса та Реал Расінг.
На його честь названо проспект у північному мадридському районі Чамартін, Авеніда де Альфонсо XIII (Avenida de Alfonso XIII). Площа або центр міста в Ілоїло, Філіппіни (тепер Пласа Лібертад) була названа на його честь під назвою Пласа Альфонсо XIII (Plaza Alfonso XIII). Вулиця в Мертір-Тідфілі в Уельсі була побудована спеціально для розміщення іспанських іммігрантів у гірничодобувній промисловості та названа Альфонсо-стріт (Alphonso Street) на честь Альфонса XIII.
Маленька миша Перес вперше з’явився як іспанський еквівалент Зубної Феї в казці 1894, написаній Луїсом Коломою для короля Альфонсо XIII, який щойно втратив молочний зуб у віці восьми років, причому Король з’являється в казці як «Король Бубі». Відтоді ця казка була адаптована до інших літературних творів і фільмів, у деяких з яких з’являється персонаж короля Бубі. Традиція Маленької миши Переса замінювати втрачені молочні зуби невеликою оплатою або подарунком, поки дитина спить, сьогодні майже повсюдно дотримується в Іспанії та Латиноамериканському регіоні. Альфонсо XIII також згадується на меморіальній дошці, яку міська рада Мадрида присвятила в 2003 Маленької миші Пересу на другому поверсі номеру 8 на Calle del Arenal, де, як кажуть, жила миша.

## Особисте життя

### Законнонароджені та позашлюбні діти

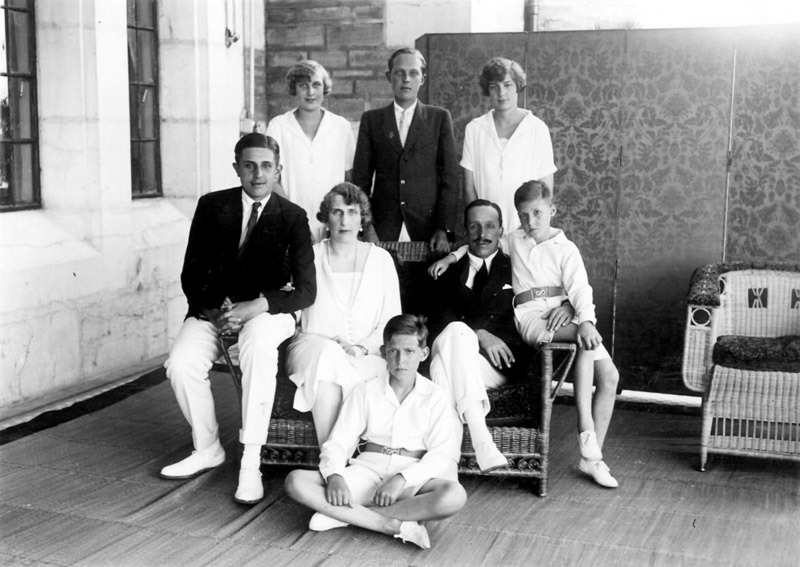
Король Альфонсо XIII та Королева Вікторія Євгенія з дітьми в Сантандерському. Стоять зліва направо:, принц Астурійський та. Сидять зліва направо: інфант Хайме, королева, король, інфант Гонсало та інфант Хуан сидять на землі

Альфонсо та його дружина принцеса Вікторія Євгенія Баттенберг (Ена) мали семеро дітей:
1. Альфонсо, принц Астурійський (1907–1938);
2. Інфант Хайме, герцог Сеговії (1908–1975);
3. інфанта Беатріс[en] (1909–2002);
4. Інфант Фернандо (мертвонароджений 1910);
5. інфанта Марія Крістіна[en] (1911–1996);
6. Інфант Хуан, граф Барселонський (1913–1993);
7. інфант Гонсало (1914–1934).

У Альфонсо також було кілька відомих позашлюбних дітей, зокрема: 
- Роже Марі Венсан Філіп Левек де Вільморен (es) (1905–1980; від французької аристократки Мелані де Гофріді де Дортан, одружена з Філіпом де Вільморен[en])[32][33];
- Хуана Альфонса Мілан-і-Кіньонес де Леон (1916–2005; від гувернантки Альфонсо Беатріс Нун[34]);
- Анна Марія Тереза Руїс-і-Морагас (1925–1965; від іспанської актриси Кармен Руїс Морагас[en]
- Леандро Альфонсо Луїс Руїс-і-Морагас (es) (1929–2016; від іспанської актриси Кармен Руїс Морагас[en][35][36]);
- Кармен Гравіна (1926–2006; від Кармен де Наваскуес)[37].

### Ставлення до євреїв
Альфонсо був відомий своїм доброзичливим ставленням до євреїв і публічно вихваляв їх. У 1932 він прийняв іудео-масонсько-комуністичну теорію змови. Він зробив кілька дій, щоб запропонувати їм захист. У 1917 Альфонсо доручив іспанському консулу в Єрусалимі, Антоніо де ла Сьерва-і-Левіта, графу де Баллобар, допомогти захистити палестинських євреїв. Іншого разу, після того як високопоставлений чиновник у Тетуані вчинив напади на євреїв, делегація, що складалася з католиків, євреїв і мусульман, звернулася до Альфонсо. Потім король усунув від влади тетуанського чиновника, незважаючи на те, що чиновник мав підтримку іспанського міністра закордонних справ. За словами єврейського професора Авраама С.Е. Ягуда, Альфонсо сказав Ягуді в приватних розмовах, що він не буде проводити політику дискримінації щодо євреїв, вважаючи, що всі його іспанські піддані мають право на рівні права та захист.

### Порнографічне кіно
Альфонсо іноді називають «королем плейбоєм», частково через його рекламу та колекцію іспанських порнографічних фільмів, а також його позашлюбні стосунки. Будучи королем, Альфонсо замовляв порнографічні фільми через барселонську виробничу компанію Royal Films, а граф де Романонес виступав як посередник між ним і компанією. Вважається, що загалом було знято від сорока до сімдесяти порнографічних фільмів (три з яких збереглися) і демонструвалися в китайському кварталі Барселони, а також під час приватних показів Альфонсо. Незважаючи на те, що фільми були німі та чорно-білі, вони, тим не менш, були дуже відвертими для того часу, показуючи повну наготу та сцени сексу. Ці фільми демонстрували вміст, який вважався аморальним і дегенеративним, включаючи сексуальні стосунки за участю католицьких священиків, лесбійство та «жінок із величезними грудьми» (останнє з яких, як кажуть, було пристрастю Альфонсо). Більшість із цих фільмів пізніше було знищено під час режиму Франко.
Це змусило деяких припустити, що Альфонсо міг мати залежність від сексу.

## Цікаві факти
- Дону Альфонсо присвячена книжка його кузини Пілар Баварської[45].